# Авреліанів мур

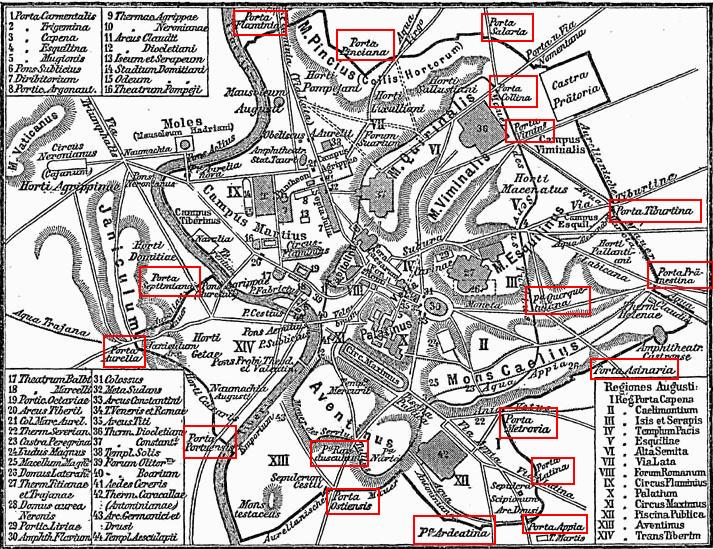
Карта стародавнього Рима; ворота у мурі позначено червоним кольором

Авреліанів мур (італ. Mura aureliane, лат. Muri Aureliani) — мур, збудований навколо стародавнього Рима за імператора Авреліана у 271–275 роках навколо давнішого Сервієвого муру. Муром обнесено сім пагорбів Рима, Марсове поле й район Трастевере на лівому березі Тибру (загальна площа — 13,7 км²). 
Стіни завтовшки 3,4 м і периметром 19 км побудовано з бетону й обкладено цеглою якраз напередодні Великого переселення народів. Вежі розташовувалися на відстані 300 метрів одна від одної, їхнє загальне число сягало 383. Висота муру за часів Авреліана не перевищувала 8 метрів. За часів Флавія Гонорія в V столітті її надбудували вдвічі більшою. 
Готський король Тотіла встиг розібрати третю частину периметра муру, але навіть у середньовіччі, ділянки, що залишилися, продовжували вважатися солідними укріпленнями. 
В епоху Відродження їх оновили та відреставрували (зокрема, ворота Пія спроєктував Мікеланджело Буонарроті). У воротах святого Себастьяна (звідки починається Аппієва дорога) нині діє музей Авреліанового муру.

## Галерея

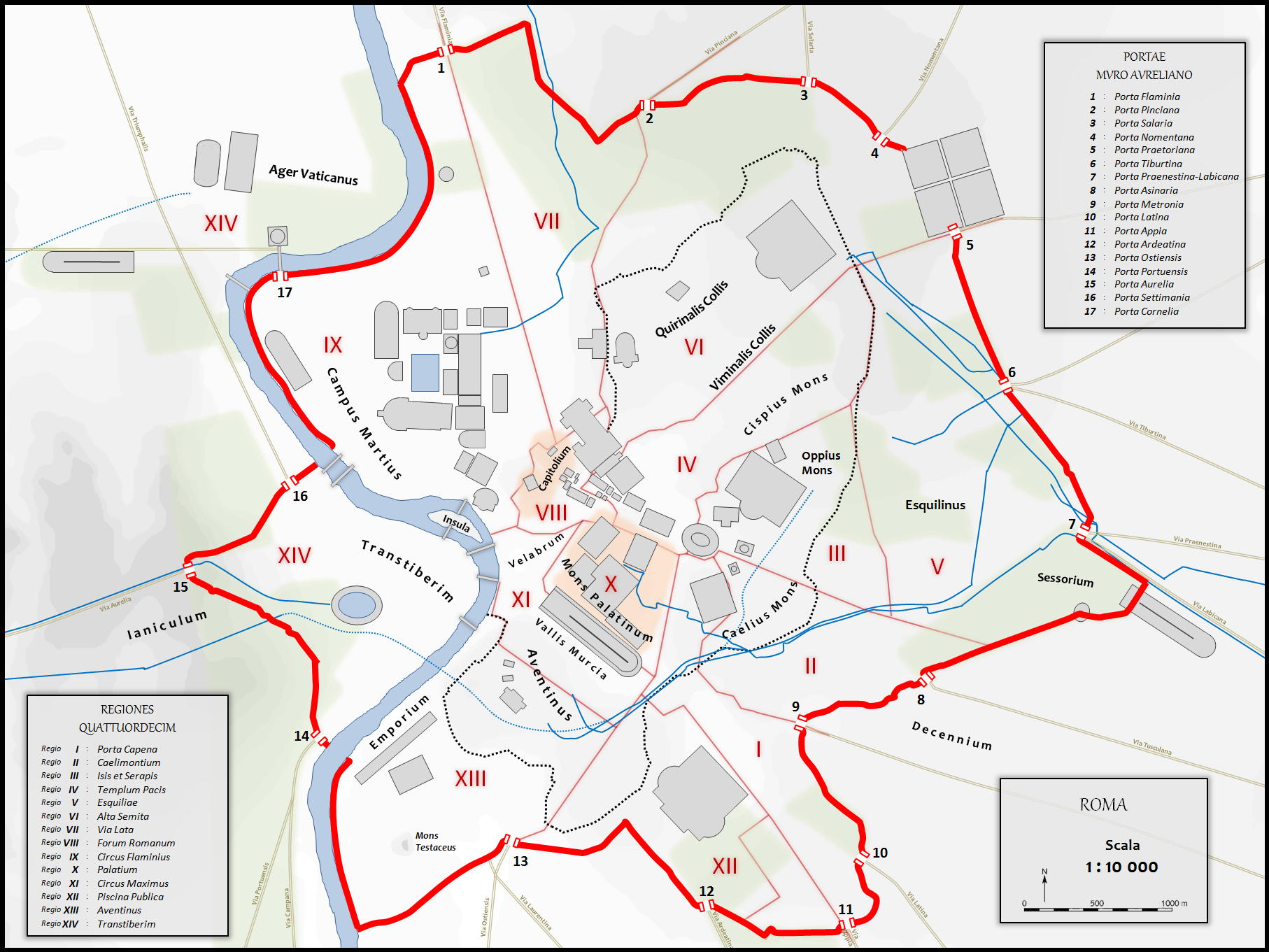
Мур на мапі Рима
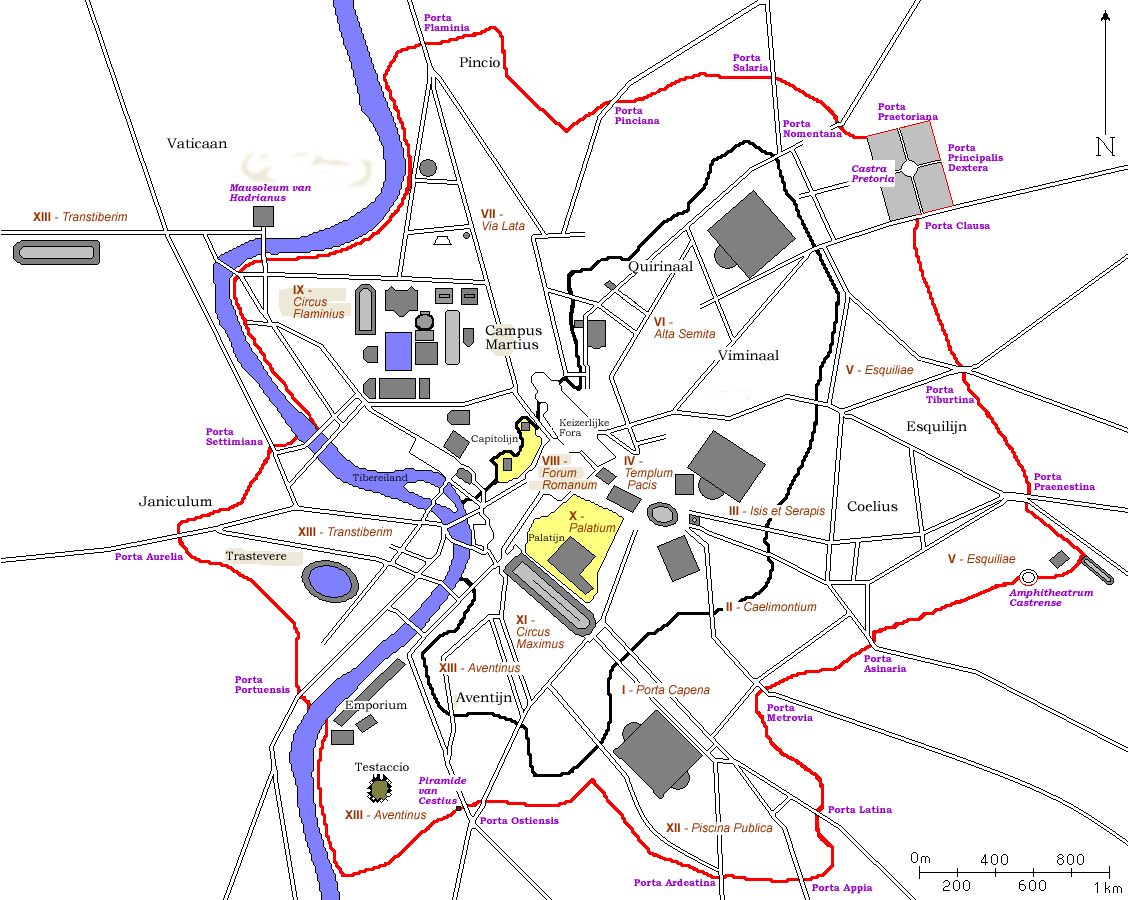
Мур на мапі Рима
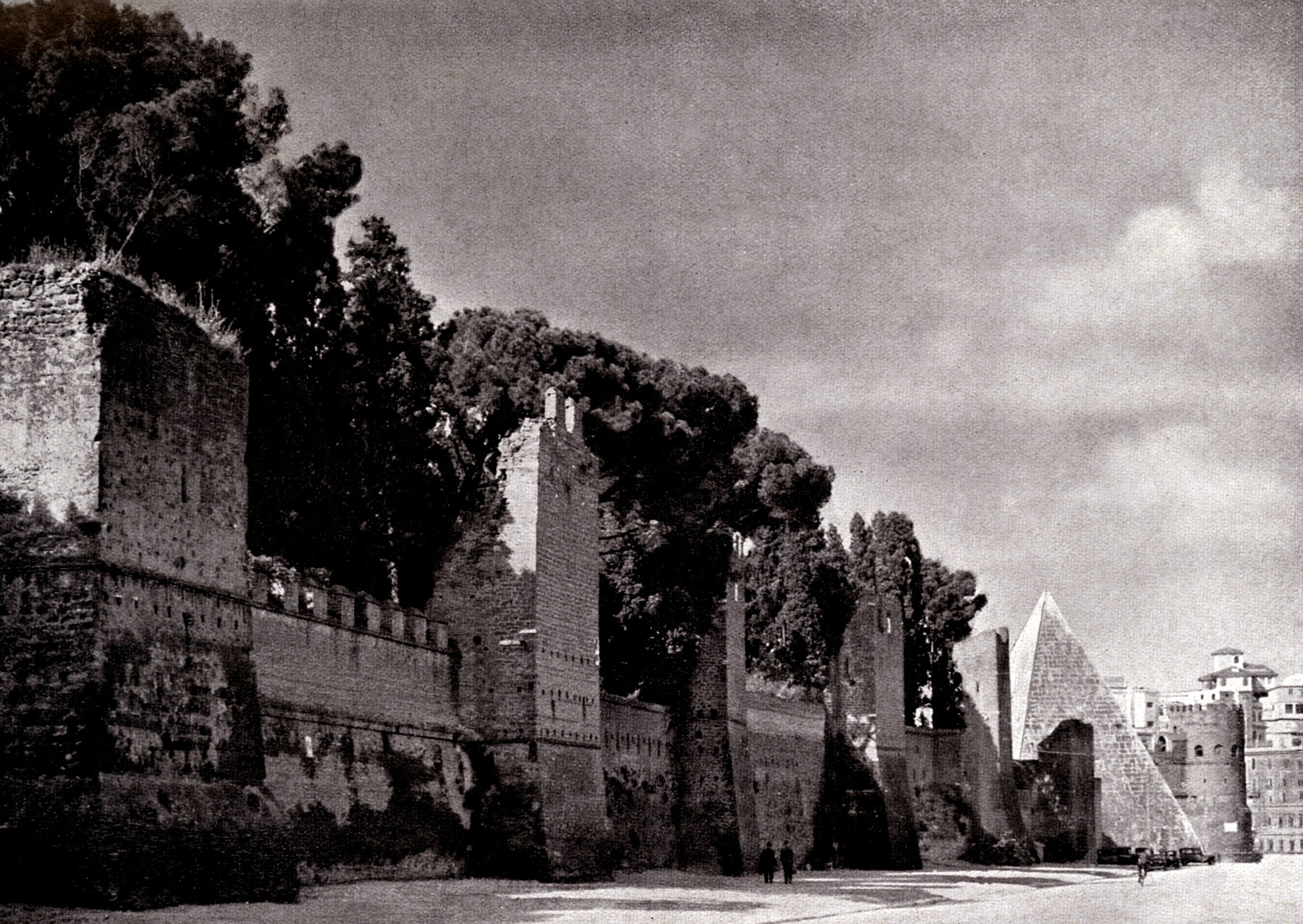
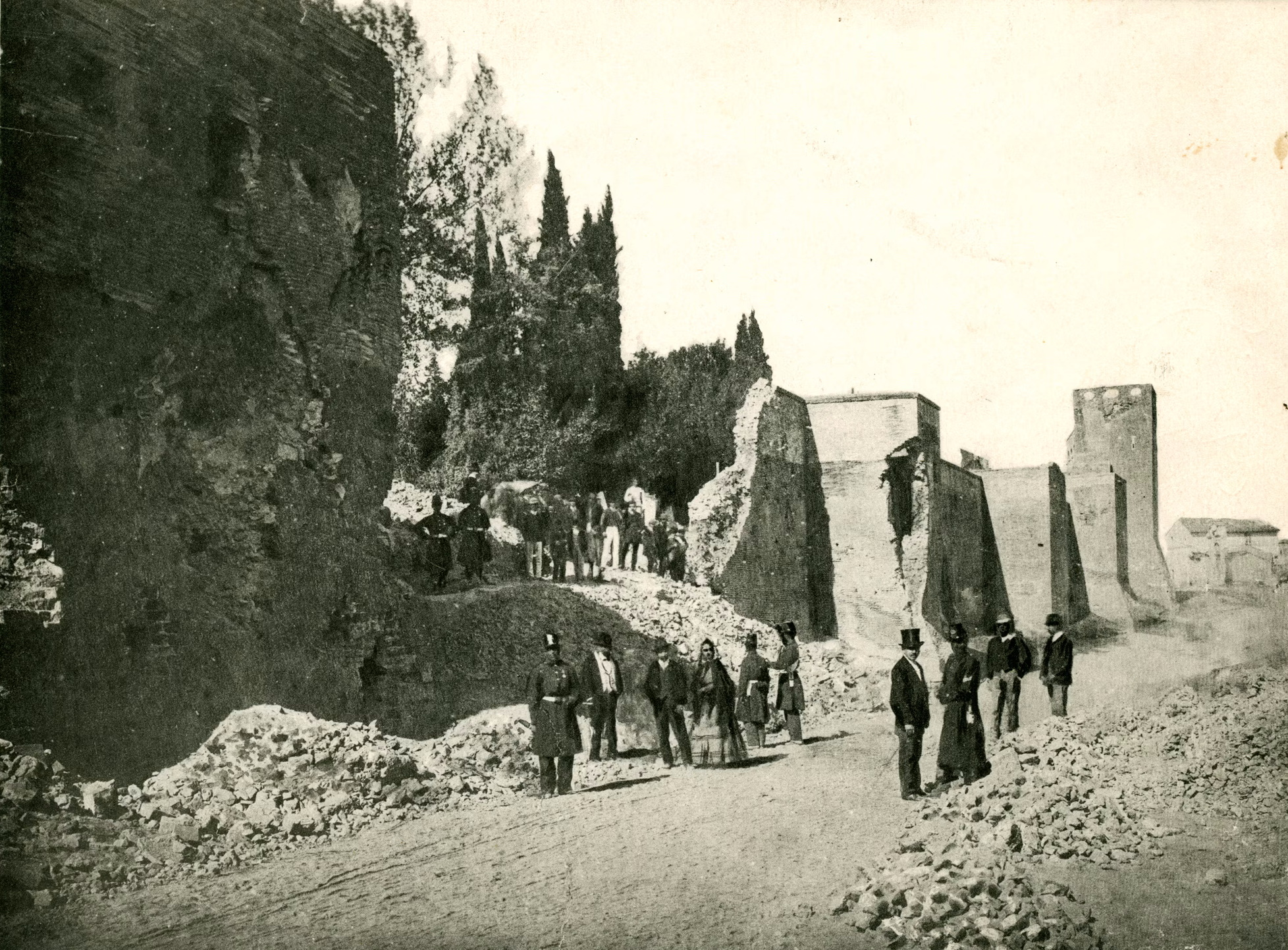
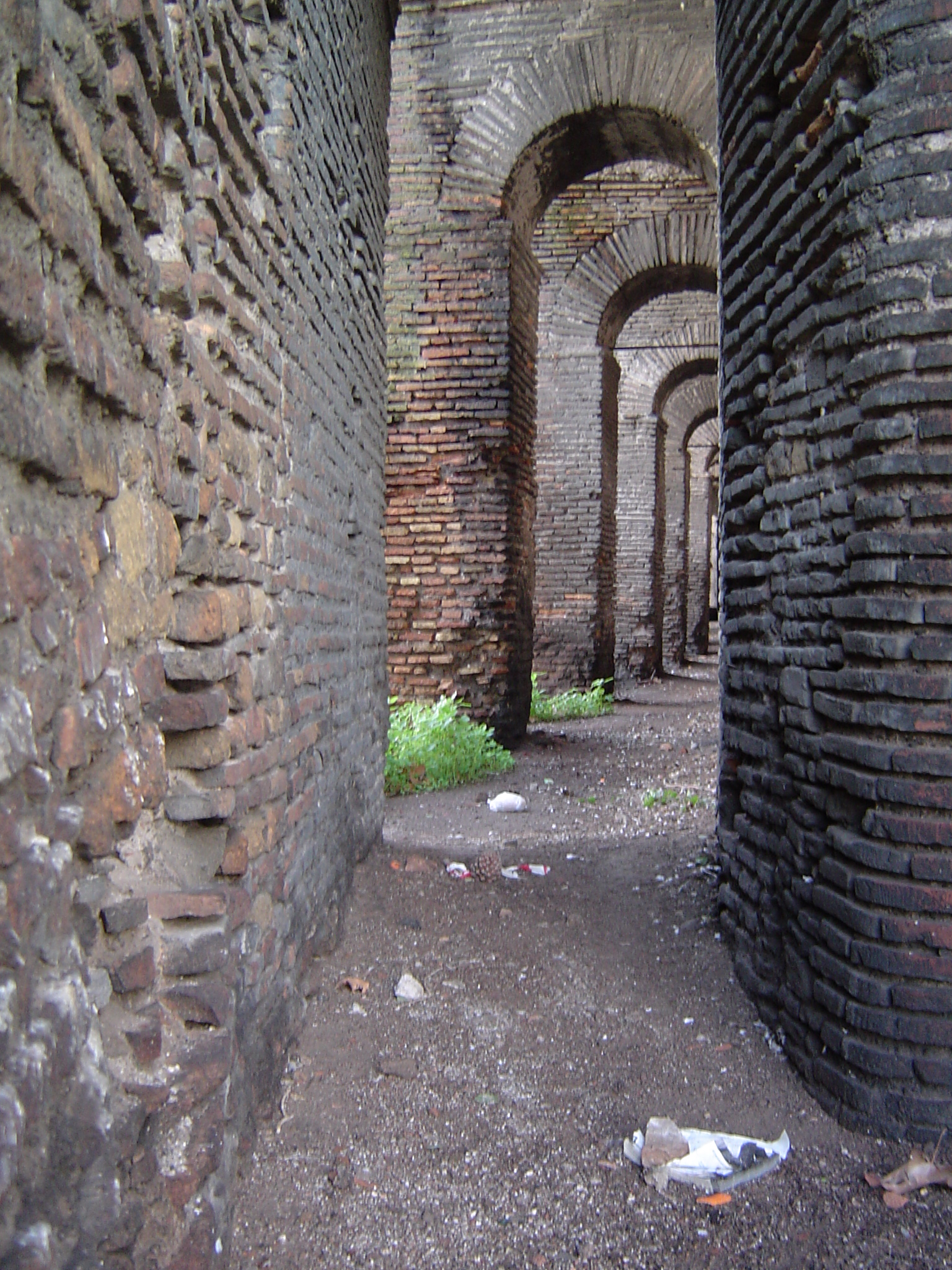
Прохід для варти
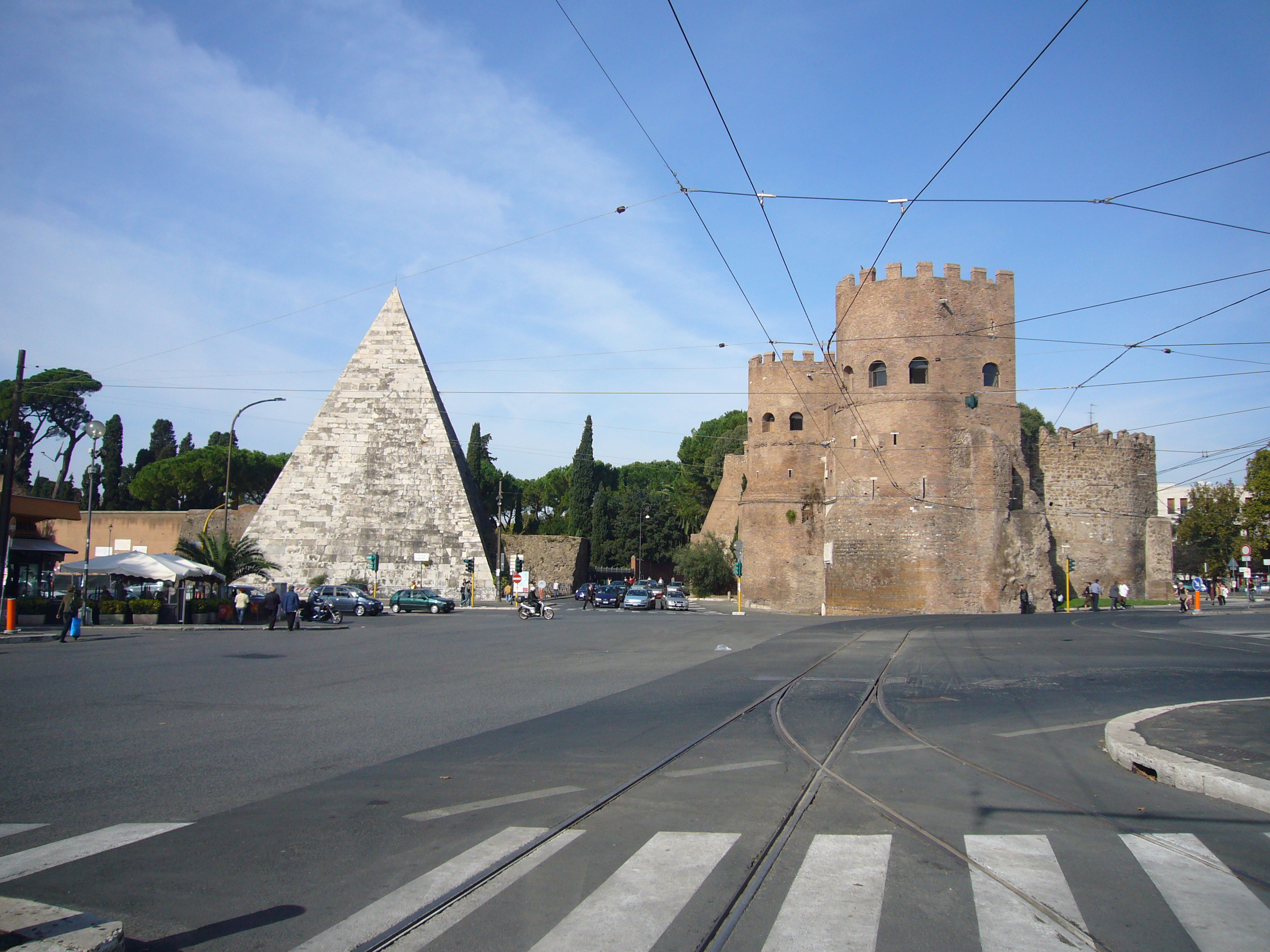
Ворота Сан-Паоло біля піраміди Цестія
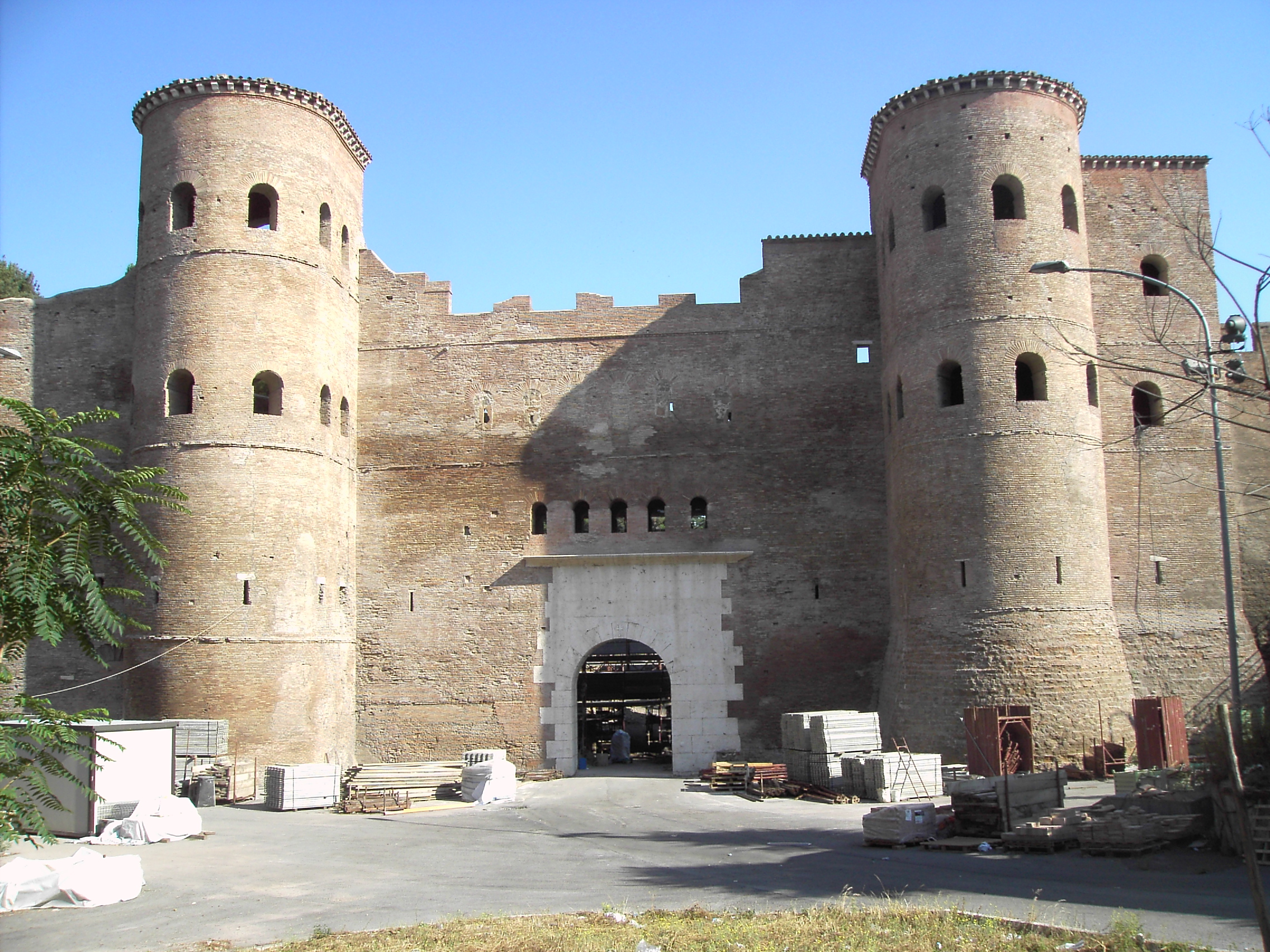
Ворота Азінарія
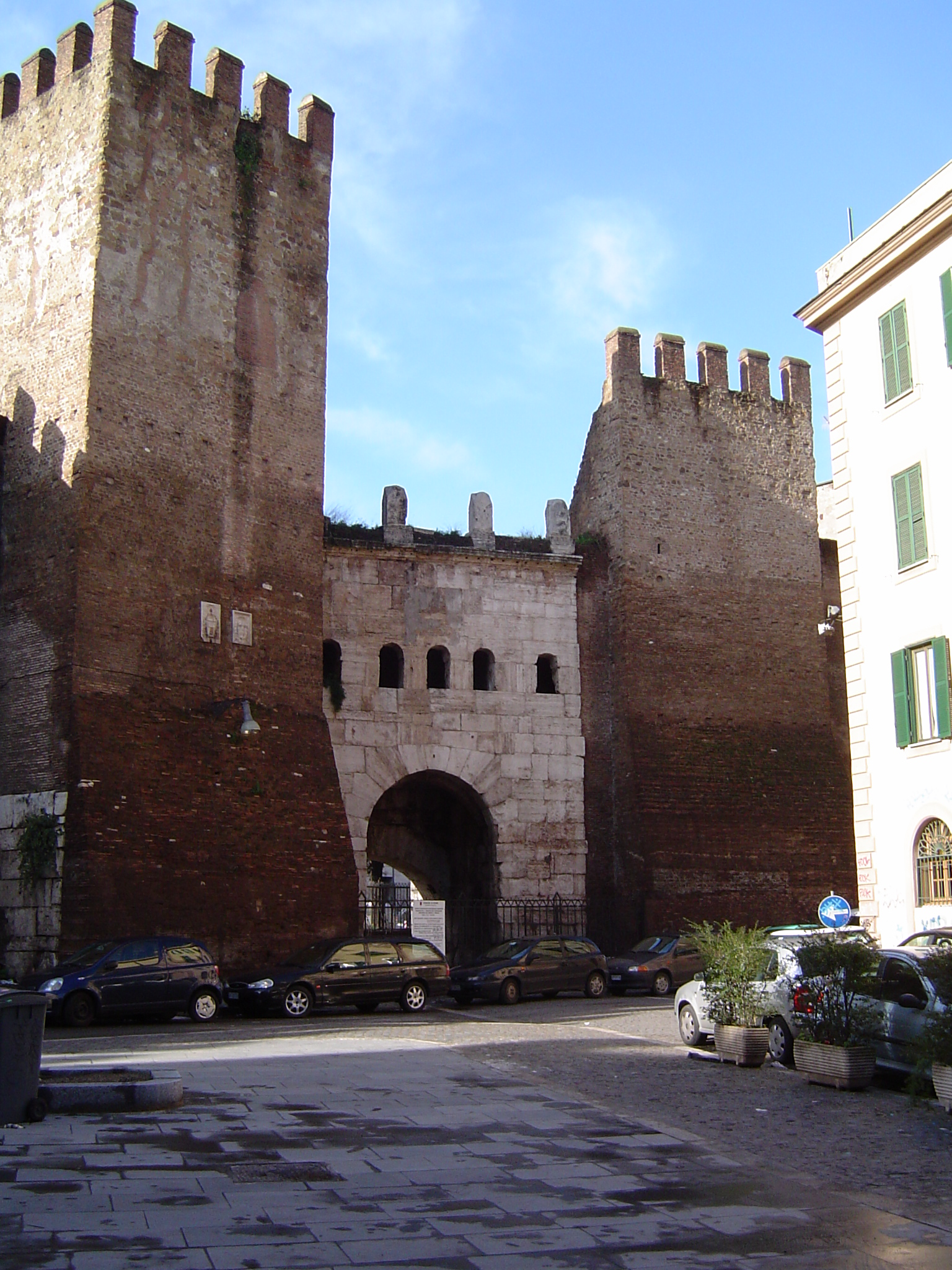
Тибуртинські ворота
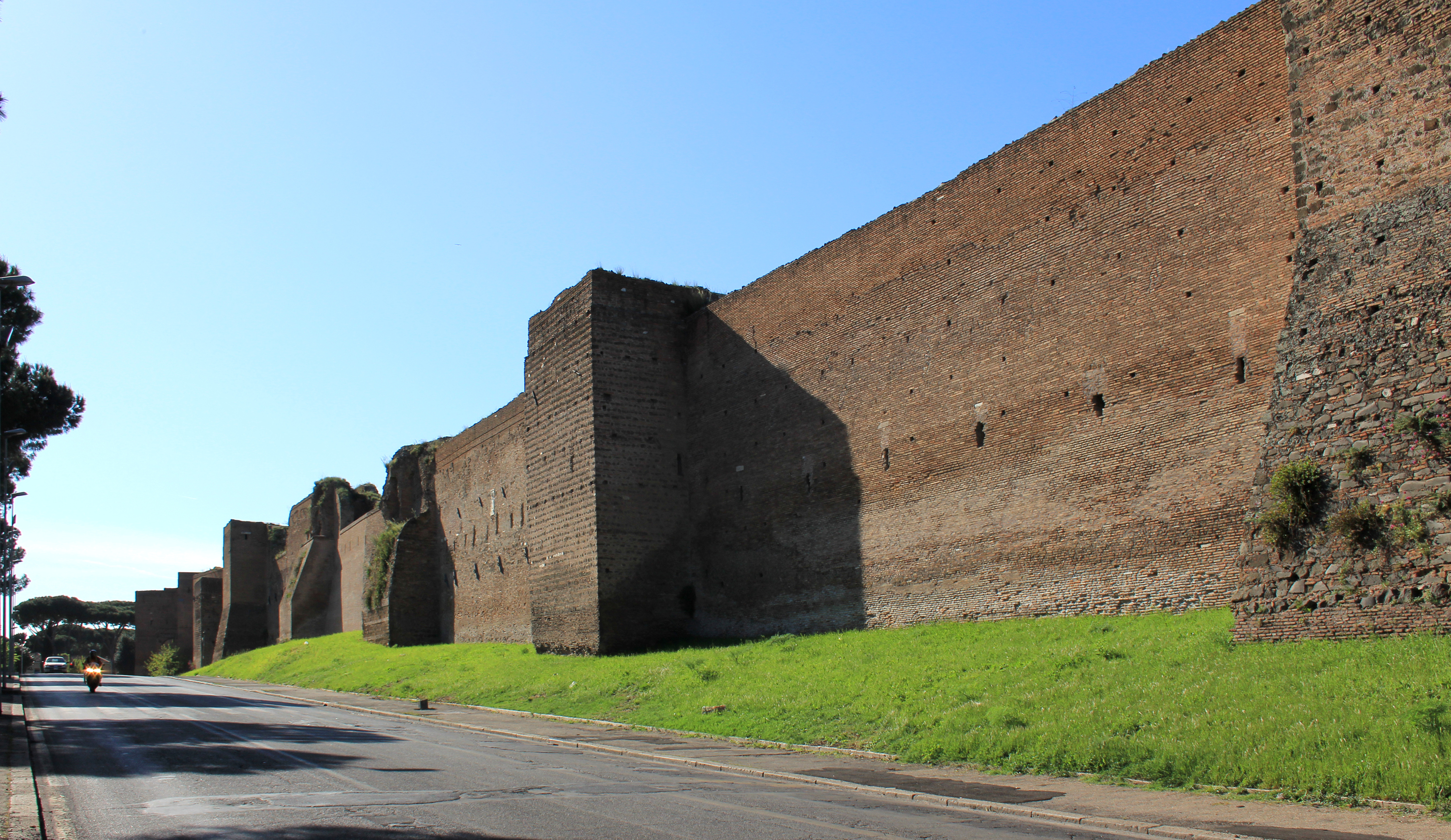
Південна частина
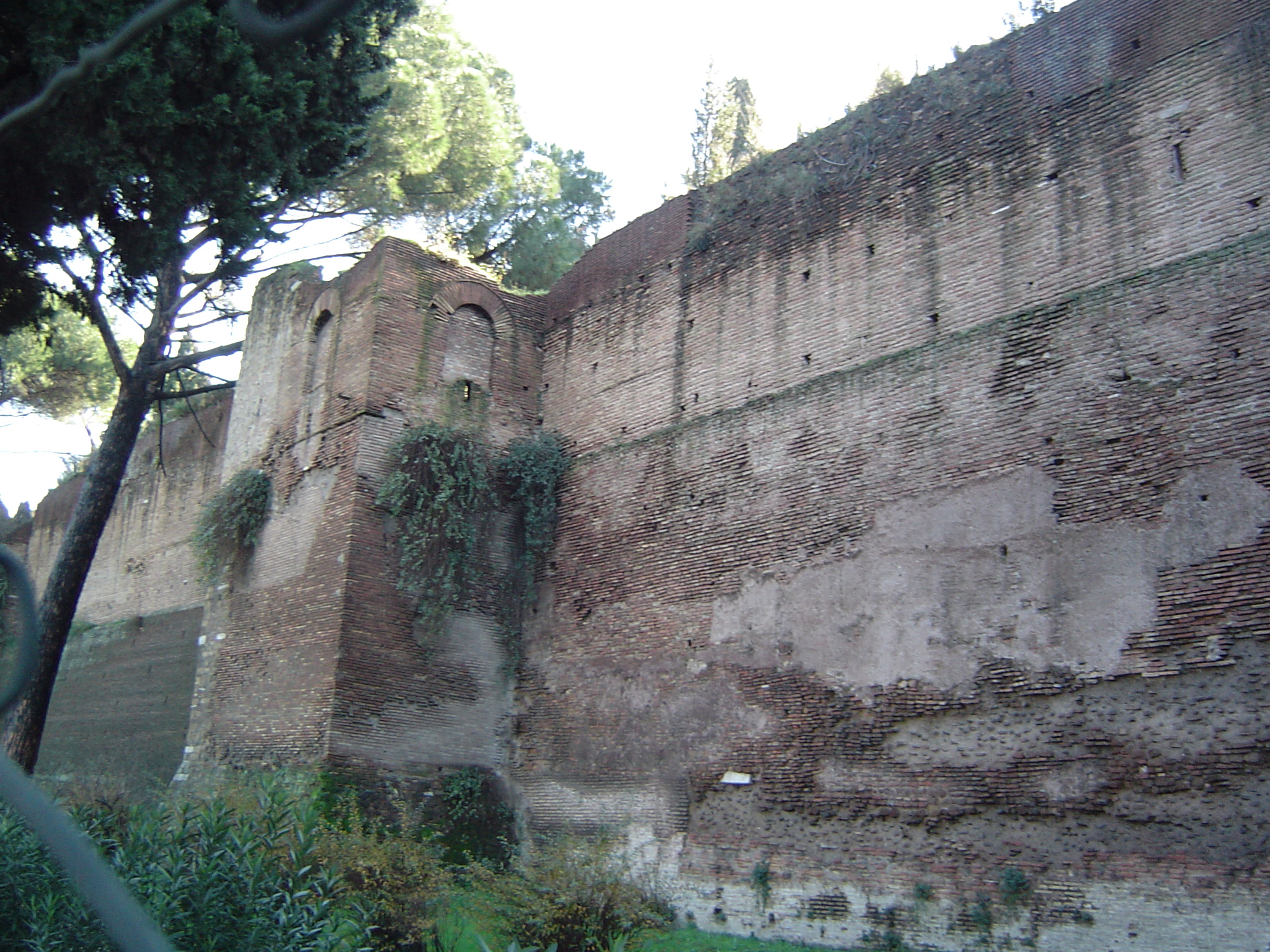
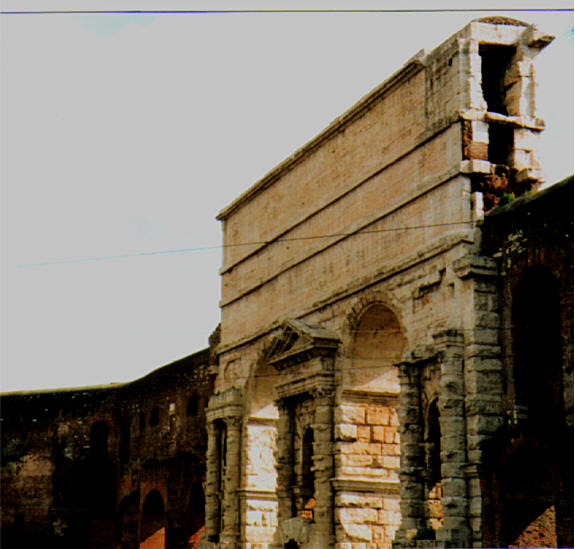
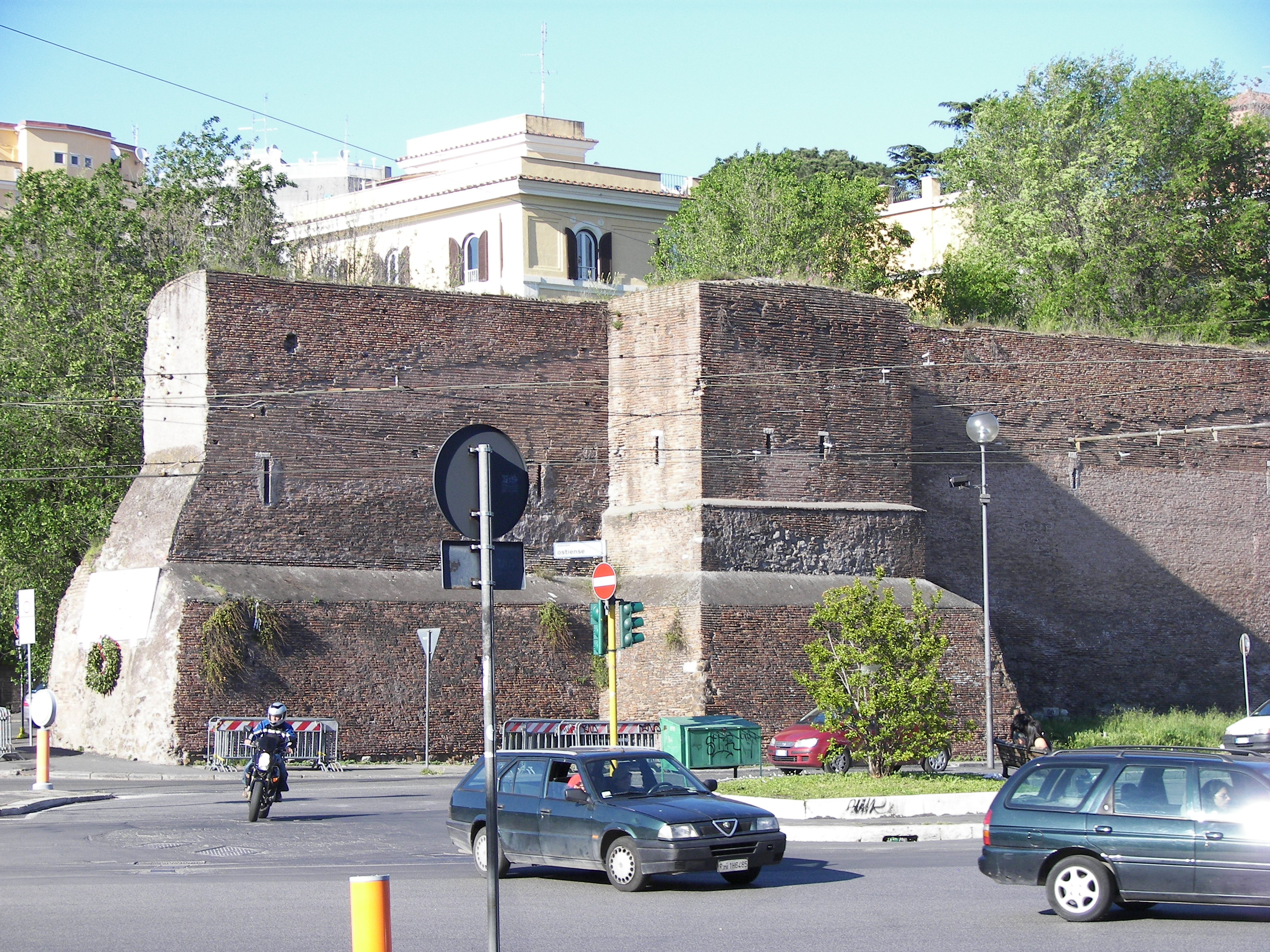
Секція муру біля піраміди Цестія
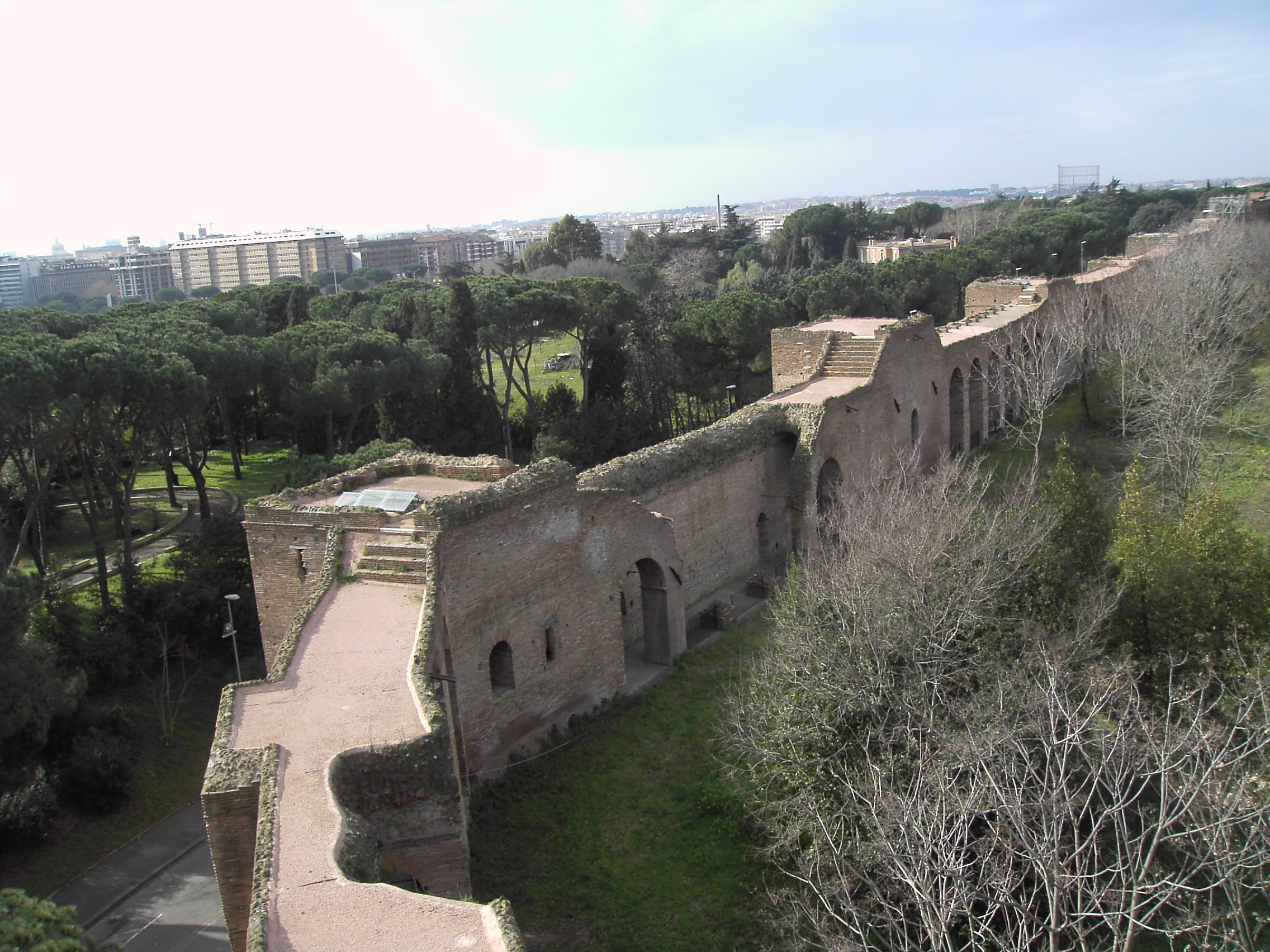
Інтер'єр муру біля Порта Сан Себастьяно
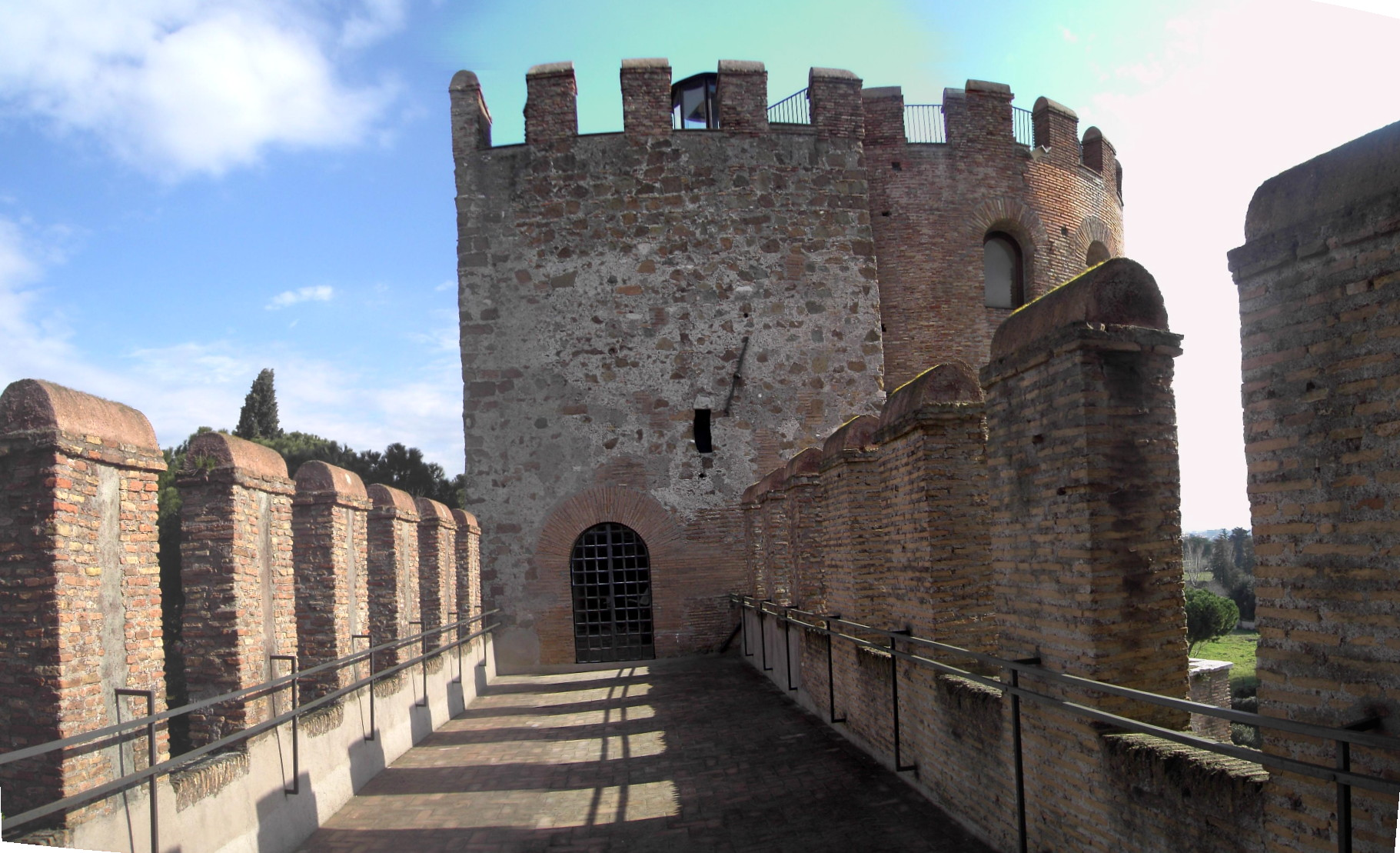
Відновлена частина
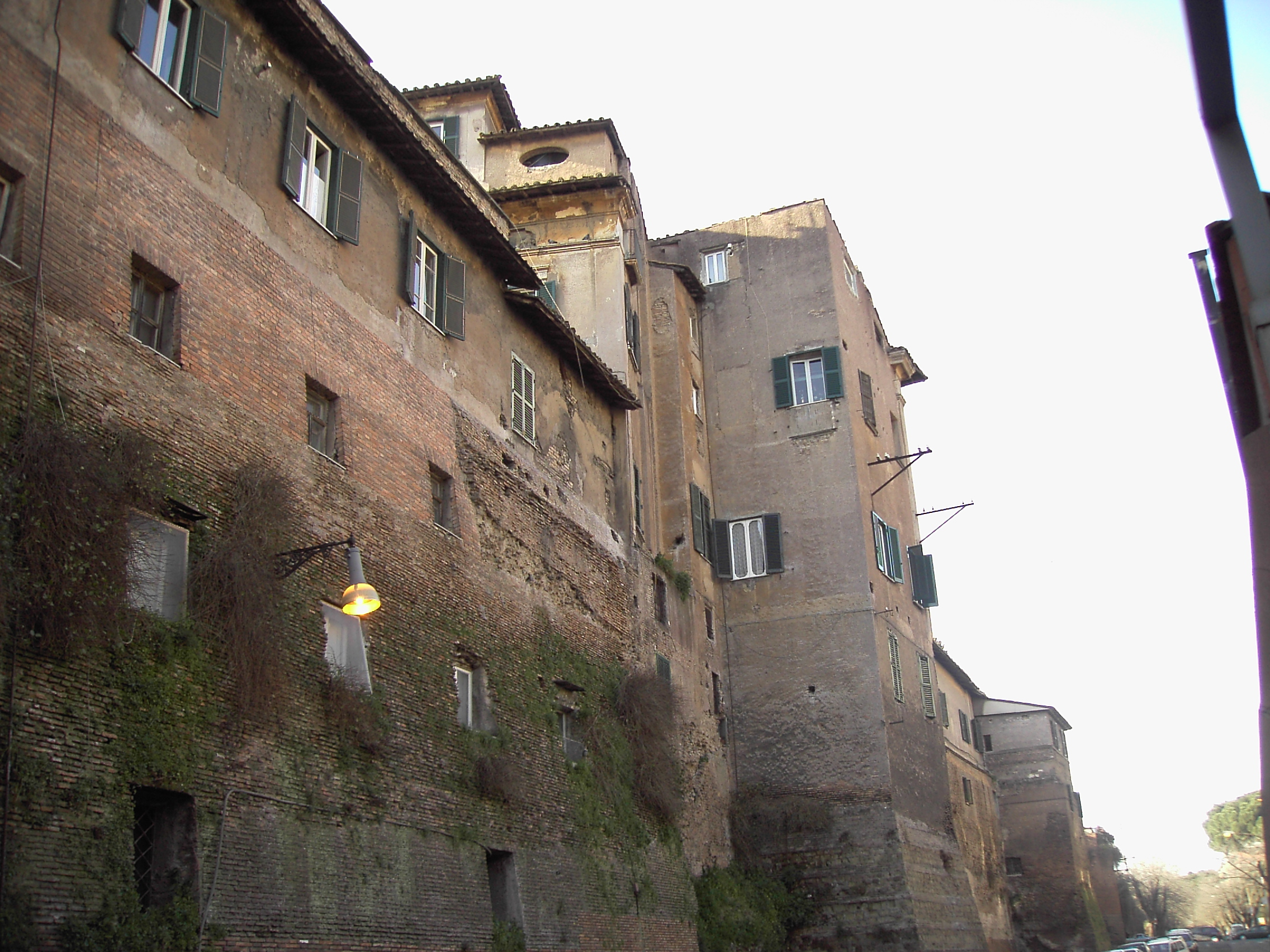
Частини муру стали помешканнями
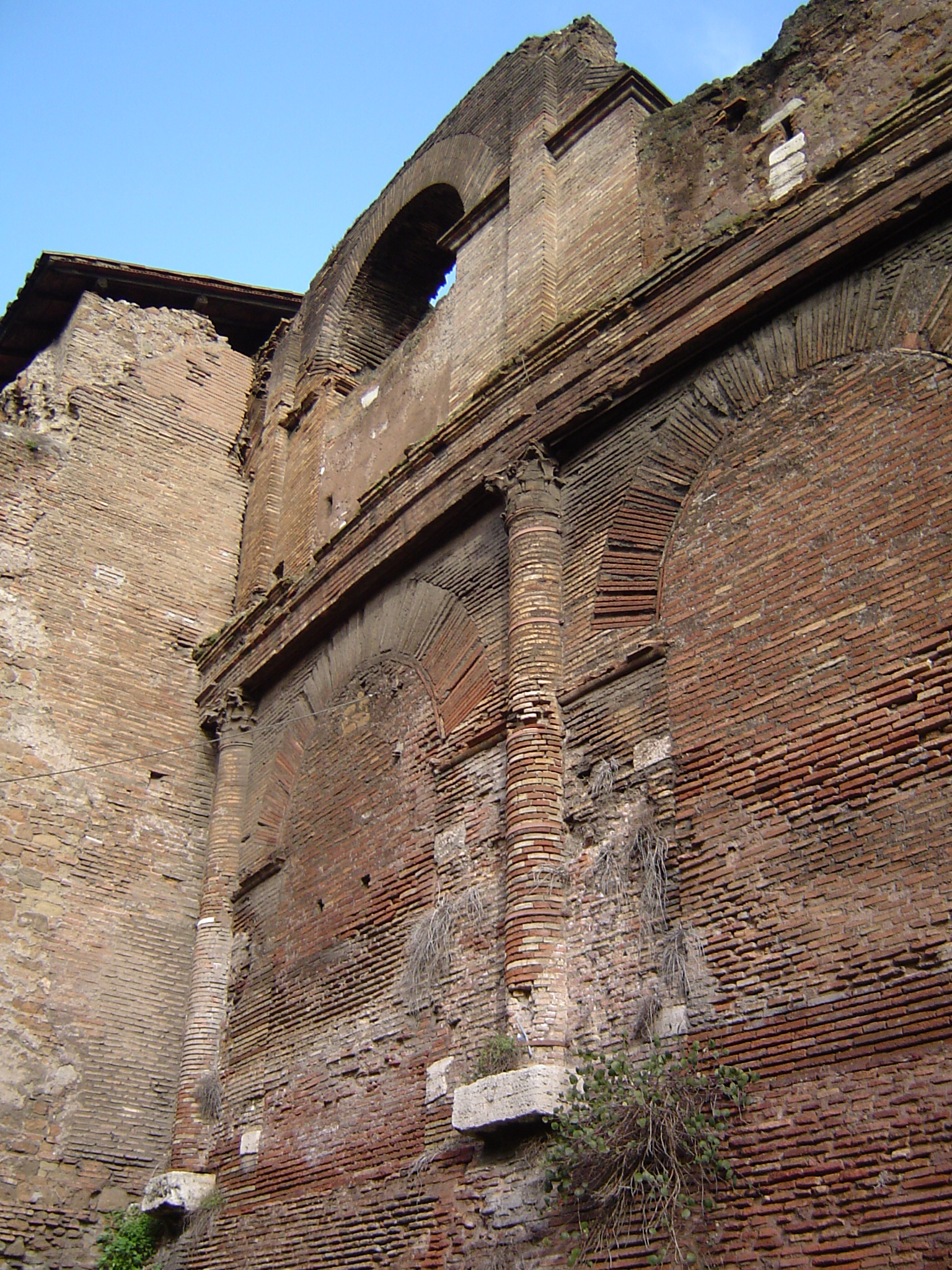
1700-річні стіни побудовані з обпаленої цегли та бетону
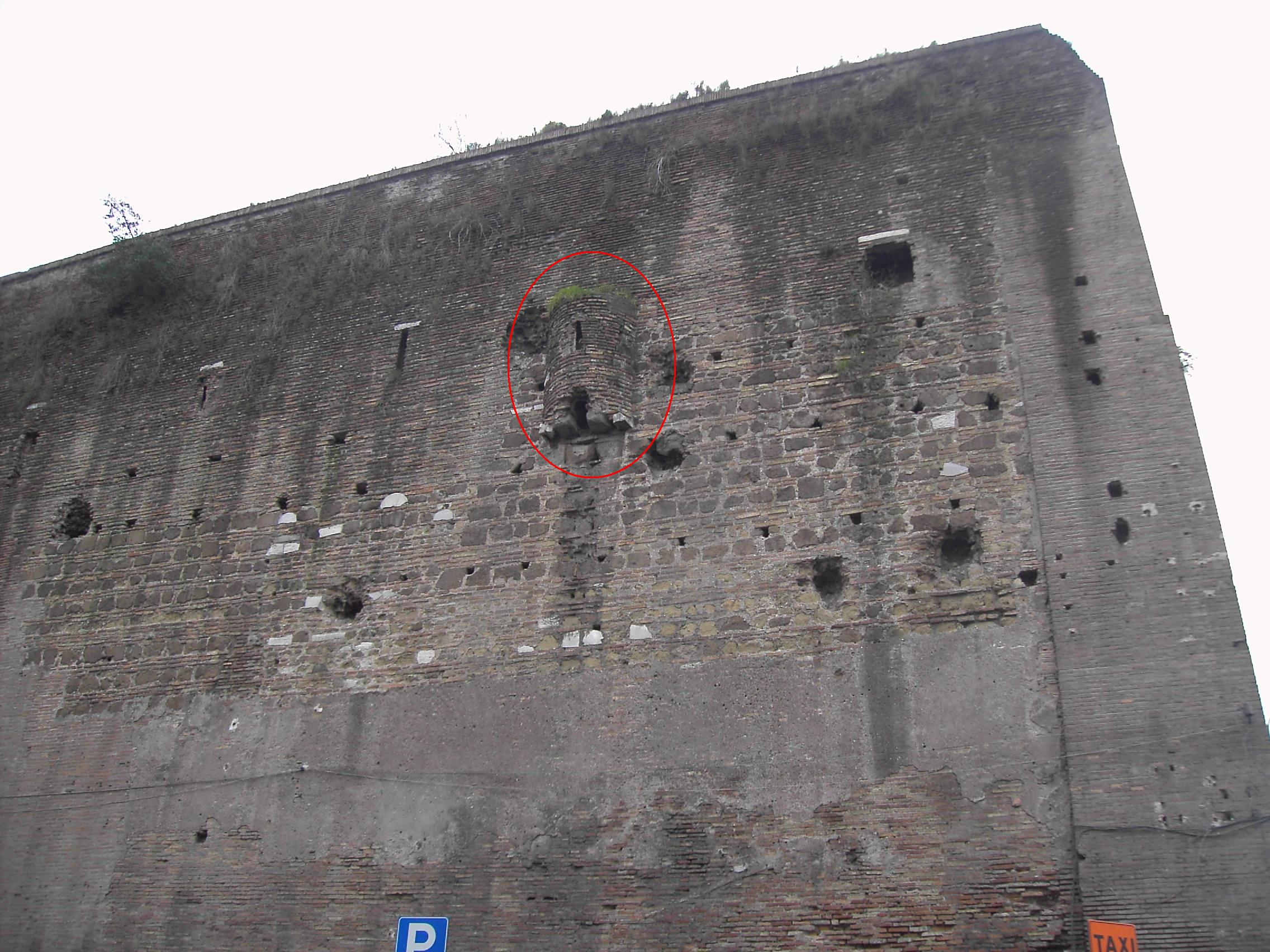
Туалет, вбудований у мур біля Соляних воріт
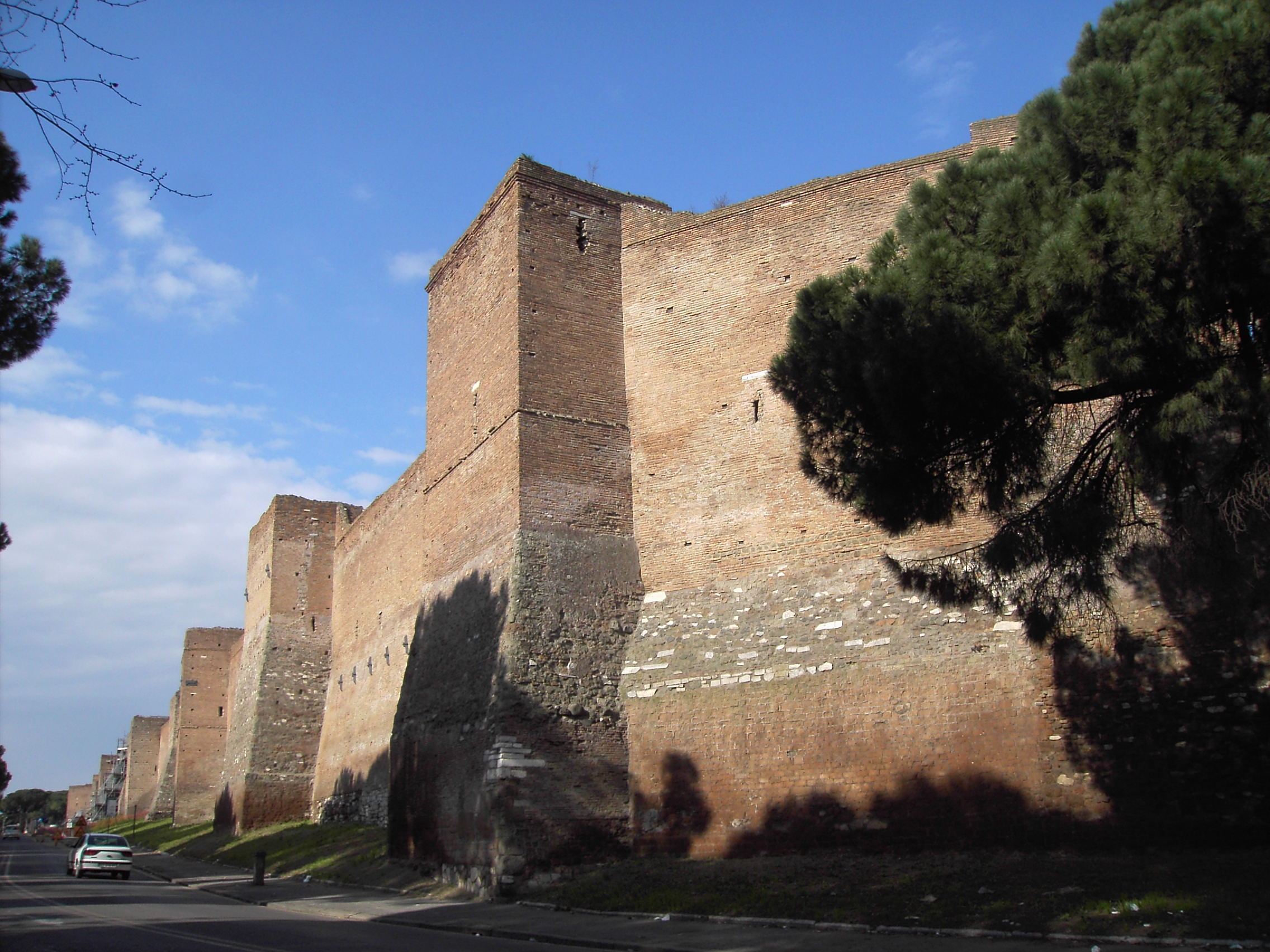
1974
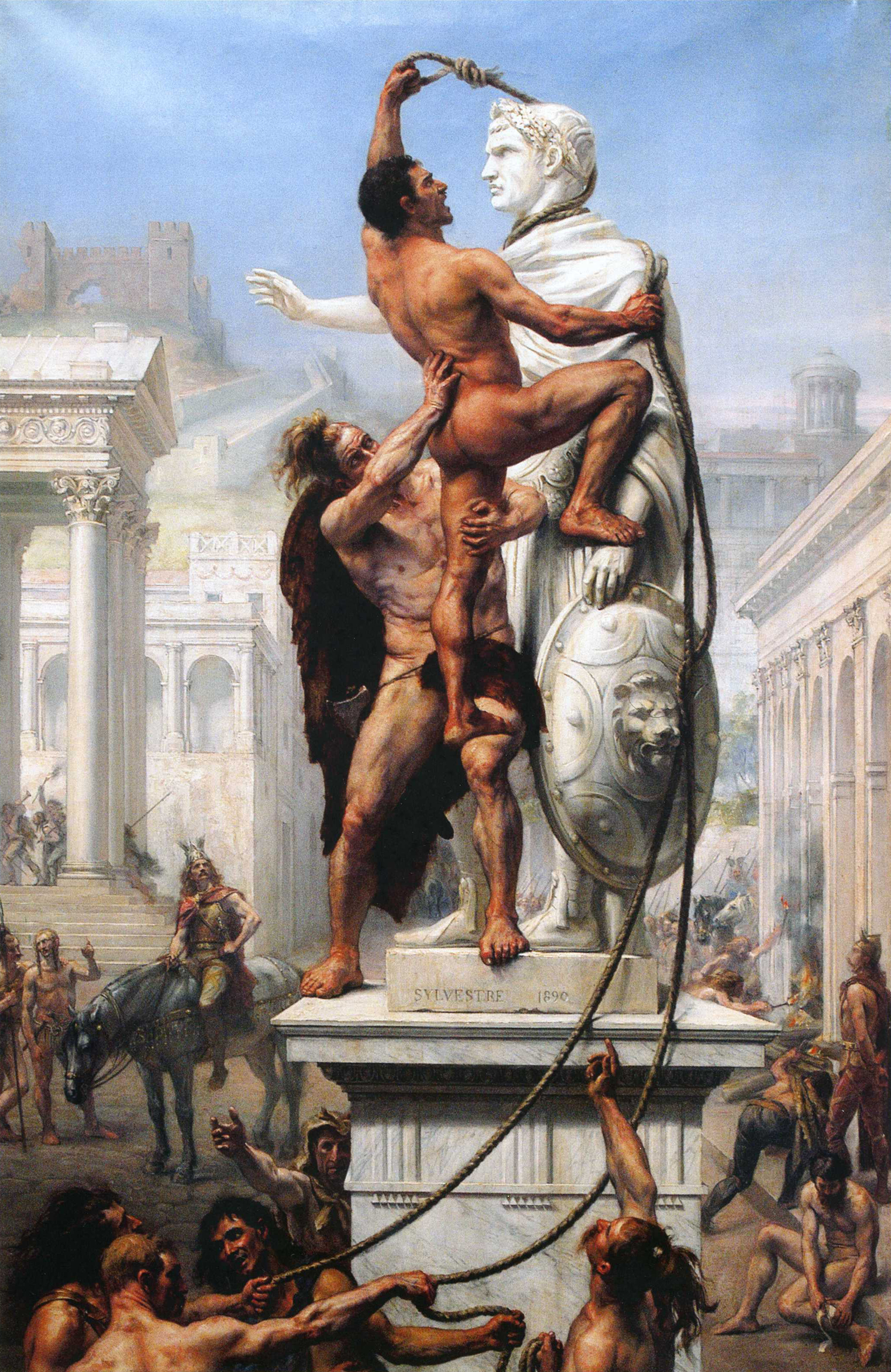
Пограбування Рима вестготами Аларіха, 410

## Дивись також
- Сервіїв мур
- Вінницькі мури

1. 1 2  dati.beniculturali.it — 2014.